# St. Louis Film Critics Association Award per il miglior attore non protagonista
Il St. Louis Film Critics Association Award per il miglior attore non protagonista è uno dei premi annuali conferiti dal St. Louis Film Critics Association.

## Vincitrici

### Anni 2000
- 2004
  - Thomas Haden Church - Sideways - In viaggio con Jack
- 2005
  - George Clooney - Syriana
  - George Clooney - Good Night, and Good Luck.
  - Paul Giamatti - Cinderella Man - Una ragione per lottare (Cinderella Man)
  - Jake Gyllenhaal - I segreti di Brokeback Mountain (Brokeback Mountain)
  - Bob Hoskins - Lady Henderson presenta (Mrs Henderson Presents)
  - Greg Kinnear - The Matador
  - Oliver Platt - Casanova
  - Mickey Rourke - Sin City
- 2006
  - Djimon Hounsou - Blood Diamond - Diamanti di sangue (Blood Diamond)
  - Ben Affleck - Hollywoodland
  - Adam Beach - Flags of Our Fathers
  - Steve Carell - Little Miss Sunshine
  - Chalo Gonzales - Quinceañera
  - Eddie Murphy - Dreamgirls
  - Jack Nicholson - The Departed - Il bene e il male (The Departed)
- 2007
  - Casey Affleck - L'assassinio di Jesse James per mano del codardo Robert Ford (The Assassination of Jesse James by the Coward Robert Ford)
  - Javier Bardem - Non è un paese per vecchi (No Country for Old Men)
  - Josh Brolin - Non è un paese per vecchi (No Country for Old Men)
  - Philip Seymour Hoffman - La guerra di Charlie Wilson (Charlie Wilson's War)
  - Tommy Lee Jones - Non è un paese per vecchi (No Country for Old Men)
  - Michael Sheen - Music Within
  - Tom Wilkinson - Michael Clayton
- 2008
  - Heath Ledger - Il cavaliere oscuro (The Dark Knight) (postumo)
  - Josh Brolin - Milk
  - Robert Downey Jr. - Tropic Thunder
  - Michael Shannon - Revolutionary Road
  - Jeffrey Wright - Cadillac Records
  - John Malkovich - Burn After Reading - A prova di spia (Burn After Reading)
- 2009
  - Christoph Waltz - Bastardi senza gloria (Inglourious Basterds)
  - Robert Duvall - The Road
  - Woody Harrelson - Oltre le regole - The Messenger (The Messenger)
  - Alfred Molina - An Education
  - Stanley Tucci - Amabili resti (The Lovely Bones)

### Anni 2010
- 2010
  - Christian Bale - The Fighter
  - John Hawkes - Un gelido inverno (Winter's Bone)
  - Jeremy Renner - The Town
  - Sam Rockwell - Conviction
  - Geoffrey Rush - Il discorso del re (The King's Speech)
- 2011
  - Albert Brooks - Drive
  - 2º classificato: Alan Rickman - Harry Potter e i Doni della Morte - Parte 2 (Harry Potter and the Deathly Hallows - Part 2)
  - John Goodman - The Artist
  - John Hawkes - La fuga di Martha (Martha Marcy May Marlene)
  - Jonah Hill - L'arte di vincere (Moneyball)
- 2012
  - Christoph Waltz - Django Unchained
  - 2º classificato: Tommy Lee Jones - Lincoln
  - Alan Arkin - Argo
  - John Goodman - Argo
  - William H. Macy - The Sessions - Gli incontri (The Sessions)
  - Bruce Willis - Moonrise Kingdom - Una fuga d'amore (Moonrise Kingdom)
- 2013
  - Jared Leto - Dallas Buyers Club
  - 2º classificato: Will Forte - Nebraska
  - Barkhad Abdi - Captain Phillips - Attacco in mare aperto (Captain Phillips)
  - Michael Fassbender - 12 anni schiavo (12 Years a Slave)
  - Harrison Ford - 42 - La vera storia di una leggenda americana (42)
- 2014
  - J. K. Simmons - Whiplash
  - Josh Brolin - Vizio di forma (Inherent Vice)
  - Ethan Hawke - Boyhood
  - Edward Norton - Birdman
  - Tony Revolori - Grand Budapest Hotel (The Grand Budapest Hotel)
  - Mark Ruffalo - Foxcatcher - Una storia americana (Foxcatcher)
- 2015
  - Sylvester Stallone - Creed - Nato per combattere (Creed)
  - 2º classificato: Mark Rylance - Il ponte delle spie (Bridge of Spies)
  - Paul Dano - Love & Mercy
  - Idris Elba - Beasts of No Nation
  - Mark Ruffalo - Il caso Spotlight (Spotlight)
- 2016
  - Mahershala Ali - Moonlight
  - 2º classificato: Lucas Hedges - Manchester by the Sea
  - Jeff Bridges - Hell or High Water
  - Dev Patel - Lion - La strada verso casa (Lion)
  - Michael Shannon - Animali notturni (Nocturnal Animals)
- 2017
  - Richard Jenkins - La forma dell'acqua - The Shape of Water (The Shape of Water)
  - Sam Rockwell - Tre manifesti a Ebbing, Missouri (Three Billboards Outside Ebbing, Missouri)
  - Willem Dafoe - Un sogno chiamato Florida (The Florida Project)
  - Woody Harrelson - Tre manifesti a Ebbing, Missouri (Three Billboards Outside Ebbing, Missouri)
  - Michael Shannon - La forma dell'acqua - The Shape of Water (The Shape of Water)
- 2018
  - Richard E. Grant - Copia originale (Can You Ever Forgive Me?)
  - Mahershala Ali - Green Book
  - Steve Carell - Vice - L'uomo nell'ombra (Vice)
  - Timothée Chalamet - Beautiful Boy
  - Michael B. Jordan - Black Panther
- 2019
  - Brad Pitt - C'era una volta a... Hollywood (Once Upon a Time... in Hollywood)
  - Anthony Hopkins - I due papi (The Two Popes)
  - Al Pacino - The Irishman
  - Joe Pesci - The Irishman
  - Wesley Snipes - Dolemite Is My Name

### Anni 2020
- 2020
  - Paul Raci - Sound of Metal
  - Bo Burnham - Una donna promettente (Promising Young Woman)
  - Sacha Baron Cohen - Il processo ai Chicago 7 (The Trial of the Chicago 7)
  - Bill Murray - On the Rocks
  - Leslie Odom Jr. - Quella notte a Miami... (One Night in Miami...)
- 2021[2][3]
  - Kodi Smit-McPhee - Il potere del cane (The Power of the Dog)
  - Ben Affleck - The Last Duel
  - Bradley Cooper - Licorice Pizza
  - Ciarán Hinds - Belfast
  - Jared Leto - House of Gucci

- 2022[4]
  - Jonathan Ke Quan - Everything Everywhere All at Once
  - Andre Braugher - Anche io (She Said)
  - Brendan Gleeson - Gli spiriti dell'isola (The Banshees of Inisherin)
  - Judd Hirsch - The Fabelmans
  - Ben Whishaw - Women Talking
- 2023[5]
  - Ryan Gosling – Barbie
  - Robert Downey Jr. – Oppenheimer
  - Charles Melton – May December
  - Sterling K. Brown – American Fiction
  - Dominic Sessa – The Holdovers - Lezioni di vita (The Holdovers)
- 2024[6]
  - Kieran Culkin – A Real Pain
  - Denzel Washington – Il gladiatore II (Gladiator II)
  - Clarence Maclin – Sing Sing
  - Guy Pearce – The Brutalist
  - Stanley Tucci – Conclave